# Ninety-Nine Nights II
N3II: Ninety-Nine Nights II, o semplicemente Ninety-Nine Nights II, è un videogioco di ruolo, sequel di Ninety-Nine Nights. Il gioco è stato ufficialmente svelato al TGS 2008 da Microsoft, in esclusiva per Xbox 360. Una demo per il gioco è stata pubblicata sul marketplace di Xbox Live il 27 maggio 2010.
Sviluppato da Feelplus.
È anche possibile combattere in modalità cooperativa online con grandi eserciti.
Alla conferenza stampa di Konami all'E3, il lead producer della serie, Tak Fujii ha osservato che il sequel è stato notevolmente migliorato tecnicamente, consentendo a centinaia di soldati nemici di essere presenti sullo schermo in un solo colpo.

## Accoglienza
Il gioco ha ricevuto un punteggio di 45 su 100 sulla base di 43 recensioni.